# Терренс и Филлип: обратная сторона успеха
Терренс и Филлип: обратная сторона успеха (англ. Terrance and Phillip: Behind the Blow) — эпизод 505 (№ 70) сериала «Южный Парк», его премьера состоялась 18 июля 2001 года.

## Сюжет
Эпизод начинается с шоу «Обратная сторона успеха», которое Эрик, Стэн, Кайл и Кенни смотрят в доме Картмана. Внезапно начинается шоу Терренса и Филлипа, но Кайл кричит, что это — повтор. Дети возмущены, но смеются. В рекламе они видят анонс выступления Терренса и Филлипа и покупают билеты — по $40 каждый. Они хотят сходить на шоу на следующий день, но на этот же день назначена подготовка ко Дню Земли. Друзья обещают организаторам привести Терренса и Филлипа на концерт, но на выступлении обнаруживают, что Терренс сильно разжирел и выступает не с Филлипом, а с его неудачным двойником. Они узнают, что сам Филлип выступает Гамлетом в Торонто и едут пригласить его на концерт. Встретившись, Терренс и Филлип снова ругаются, но посмотрев приготовленную кассету «Обратная сторона успеха», прощают друг друга и выступают на концерте. Город доволен, а полумёртвый Кенни, на фоне титров, радуется успеху шоу.

## Факты
- Когда демонстрируется площадь, на которой расположились охранники природы, готовящиеся к празднику, рядом со сценой можно заметить человека, летающего в стеклянной колбе с консервными банками. Это приспособление было описано в серии «Кошмарный Марвин» — с помощью него беднякам в издевательской форме давалось немного бесплатной еды.
- Момент, когда Картман говорит Филлипу, что он может убить его родителей и скормить ему, отсылает к эпизоду «Скотт Тенорман должен умереть».
- В передаче «Обратная сторона успеха» упоминается, что фильм Теренса и Филиппа вызвал канадо-американскую войну, в ходе которой погибло 8 млн человек. Эти события произошли в фильме «Саус-Парк: большой, длинный и необрезанный», однако в конце-концов все погибшие воскресли.
- Когда показывают Терренса и Филлипа детьми, видно, что все канадские дети поголовно выглядят точно так же, как Айк.
- Защитники природы пытаются убедить людей защищать Землю проводя перед собой руку. Это пародия на силу убеждения, которую используют джедаи в «Звёздных Войнах». Также защитники Земли время от времени говорят фразу «Это Республиканцы во всем виноваты». Это тоже отсылка к «Звёздным Войнам».
- Фраза «Кто выпустил газы» пародирует скетч Элвиса и Костелло «Кто на первой базе».

## Смерть Кенни
Когда создатели парада говорят что защита природы это серьёзно, они отрезают руку Кенни. Он кричит друзьям, но они не обращают на него внимания. Затем Кенни подобным же образом отрубают вторую руку и обе ноги. Однако тогда Кенни выживает, хотя счастливым для него подобный исход не назовёшь. В следующей серии Кенни появляется со всеми конечностями.